# Prionostemma corrugatum
Prionostemma corrugatum is een hooiwagen uit de familie Sclerosomatidae.